# Callitriche hybrida
Callitriche hybrida là một loài thực vật có hoa trong họ Mã đề. Loài này được E.H.L.Krause mô tả khoa học đầu tiên năm 1902.